# Marietta (Minnesota)
Pour les articles homonymes, voir Marietta.
Marietta est une ville américaine située dans le Comté de Lac qui Parle, dans le Minnesota. Selon le recensement de 2010, sa population est de 162 habitants.